# Gardena (California)
Gardena, fundada en 1930, es una ciudad ubicada en el condado de Los Ángeles en el estado estadounidense de California. Tiene una población de 61,027 habitantes y una densidad poblacional de 4049,57 personas por km².

## Geografía
Gardena se encuentra ubicada en las coordenadas 33°53′37″N 118°18′28″O / 33.89361, -118.30778. Según la Oficina del Censo, la ciudad tiene un área total de 15,07 km² (5,8 mi²), de la cual 15,07 km² (5,8 mi²) es tierra y 0 km² (0 mi²) (0%) es agua.

### Localidades adyacentes
El siguiente diagrama muestra a las localidades en un radio de 16 kilómetros (9,9 mi) de Gardena.

## Demografía
Según la Oficina del Censo en 2007 los ingresos medios por hogar en la localidad eran de $38,988, y los ingresos medios por familia eran $44,906. Los hombres tenían unos ingresos medios de $32,951 frente a los $29,908 para las mujeres. La renta per cápita para la localidad era de $17,263. Alrededor del 15.7% de la población estaban por debajo del umbral de pobreza.

## Educación
El Distrito Escolar Unificado de Los Ángeles gestiona escuelas públicas.
La Biblioteca Pública del Condado de Los Ángeles gestiona la Gardena Mayme Dear Library en Gardena y la Masao W. Satow Library en Alondra Park, un área no incorporada.